# Младен Јеремић
Младен Јеремић (Лозница, 9. јануар 1988) је српски кошаркаш. Игра на позицијама бека и крила.

## Биографија
Кошарку је почео да тренира у родној Лозници, да би са 14 година прешао у млађе категорије ФМП-а. Прву сениорску сезону провео је на позајмици у Борцу из Чачка. Од 2007. до 2010. је наступао за први тим ФМП-а. Крајем 2010. године прешао је у вршачки Хемофарм, у коме се задржао наредних годину и по дана. За сезону 2012/13. потписао је уговор са италијанском Ређаном. У јануару 2014. је потписао за Буканерос де Ла Гуајру из Венецуеле. У јулу 2014. је потписао за Игокеу, али је сарадњу са њима раскинуо већ у децембру исте године. У марту 2015. је потписао за ваљевски Металац до краја сезоне. У септембру 2015. је поново постао члан Вршца, али их је напустио у јануару 2016. када прелази у Темишвар. У сезони 2018/19. је био играч Питештија, потом је годину дана наступао за Динамо из Букурешта, након чега се вратио у Питешти.
Јеремић је имао доста успеха у млађим категоријама српске репрезентације. Са јуниорима је освојио злато на Светском првенству 2007. у Новом Саду. Са младом селекцијом се на Европским првенствима окитио златом 2008. и бронзом 2005. године. Као део универзитетског националног тима дошао је до злата и на Универзијади 2011. у Шенџену.

## Успеси

### Репрезентативни
- Универзијада:  2011.
- Светско првенство до 19 година:  2007.
- Европско првенство до 20 година:  2008,  2005.